# 田中久雄 (中央市長)
田中 久雄（たなか ひさお、1948年〈昭和23年〉1月2日 - ）は、日本の政治家。山梨県中央市長（4期）。

## 来歴
山梨県田富町（現・中央市）出身。1966年（昭和41年）3月、山梨県立甲府南高等学校卒業。同年4月、田富町役場に採用される。2002年（平成14年）、教育長に就任。
2006年（平成18年）2月20日、田富町は玉穂町、豊富村と新設合併し中央市が成立する。これに伴って4月9日に行われた中央市長選挙に立候補。元田富町長の山口敦司との一騎討ちを制し初当選した（田中：8,566票、山口：7,387票）。投票率は69.93％。同日、市長就任。
2010年（平成22年）、無投票で再選。2014年（平成26年）の市長選では前市議の山村一を破り3選（田中：7,749票、山村：5,903票）。投票率は57.78％。。2018年（平成30年）の市長選で元市議で新人の山村一を破り、4選。
2022年4月8日に退任。
2024年（令和6年）11月の秋の叙勲において、旭日小綬章を受章した。